# Вапенник (гміна Медзьно)
Вапенник (пол. Wapiennik) — село в Польщі, у гміні Медзьно Клобуцького повіту Сілезького воєводства.
Населення — 289 осіб (2011).
У 1975-1998 роках село належало до Ченстоховського воєводства.

## Демографія
Демографічна структура станом на 31 березня 2011 року:
|          | Загалом | Допрацездатний вік | Працездатний вік | Постпрацездатний вік |
| -------- | ------- | ------------------ | ---------------- | -------------------- |
| Чоловіки | 142     | 21                 | 102              | 19                   |
| Жінки    | 147     | 25                 | 88               | 34                   |
| Разом    | 289     | 46                 | 190              | 53                   |